# HD 26605
HD 26605，又名BD+37 897，SAO 57081、HR 1301，是一颗恒星，视星等为6.45，位于銀經161.1，銀緯-9.47，其B1900.0坐标为赤經4h 7m 20.5s，赤緯+37° -9.47′ 41″。